# Impulse! Records
Impulse! foi uma gravadora de jazz com sede em Nova York, E.U.A., lançada em 1960 por Creed Taylor como uma subsidiária da ABC-Paramount Records. O rótulo é mais conhecido pelas suas produções de free jazz; Albert Ayler, John Coltrane, Charles Mingus, Archie Shepp, é também mais mainstream enregista músicos como Coleman Hawkins, Milt Jackson, Shirley Scott. Impulse! produziu discos até 1974.
Desde 1995, o nome da etiqueta é por vezes utilizado para novos álbuns, e o catálogo é propriedade da verve Records Universal Music Group.

## Discografia
| Número de católogo | Artista                              | Título                                             |
| ------------------ | ------------------------------------ | -------------------------------------------------- |
| 1                  | J. J. Johnson & Kai Winding          | Swinging Together Again                            |
| 2                  | Ray Charles                          | Genius+Soul=Jazz                                   |
| 3                  | Kai Winding                          | Incredible Kai Winding Trombones, The              |
| 4                  | Gil Evans                            | Out of the Cool                                    |
| 5                  | Oliver Nelson                        | The Blues and the Abstract Truth                   |
| 6                  | John Coltrane                        | Africa/Brass                                       |
| 7                  | Art Blakey                           | Art Blakey!!!!! Jazz Messengers!!!!!               |
| 8                  | Max Roach                            | Percussion Bitter Sweet                            |
| 9                  | Gil Evans                            | Into The Hot                                       |
| 10                 | John Coltrane                        | Live! at the Village Vanguard                      |
| 11                 | Quincy Jones                         | The Quintessence                                   |
| 12                 | Benny Carter                         | Further Definitions                                |
| 13                 | Curtis Fuller                        | Soul Trombone                                      |
| 14                 | Milt Jackson                         | Statements                                         |
| 15                 | Count Basie                          | And The Kansas City 7                              |
| 16                 | Max Roach                            | It's Time                                          |
| 17                 | Jackie Paris                         | Song Is Paris                                      |
| 18                 | McCoy Tyner                          | Inception                                          |
| 19                 | Manny Albam                          | Jazz Goes To The Movies                            |
| 20                 | Shelly Manne                         | 2, 3, 4                                            |
| 21                 | John Coltrane                        | Coltrane                                           |
| 22                 | Curtis Fuller                        | Cabin In The Sky                                   |
| 23                 | Roy Haynes                           | Out of the Afternoon                               |
| 24                 | Michael Brown                        | Alarums And Excursions                             |
| 25                 | Oscar Brand                          | Morality                                           |
| 26                 | Duke Ellington                       | Duke Ellington Meets Coleman Hawkins               |
| 27                 | Freddie Hubbard                      | Artistry                                           |
| 28                 | Coleman Hawkins                      | Desifinado                                         |
| 29                 | Chico Hamilton                       | Passin' Thru                                       |
| 30                 | John Coltrane & Duke Ellington       | Duke Ellington & John Coltrane                     |
| 31                 | George Wein                          | And The Newport Festival All Stars                 |
| 32                 | John Coltrane                        | Ballads                                            |
| 33                 | McCoy Tyner                          | Reaching Fourth                                    |
| 34                 | Coleman Hawkins                      | Today And Now                                      |
| 35                 | Charles Mingus                       | The Black Saint and the Sinner Lady                |
| 36                 | Various Artists                      | Americans In Europe 1                              |
| 37                 | Various Artists                      | Americans In Europe 2                              |
| 38                 | Freddie Hubbard                      | Body And The Soul, The                             |
| 39                 | McCoy Tyner                          | Nights Of Ballads And Blues                        |
| 40                 | John Coltrane and Johnny Hartman     | John Coltrane and Johnny Hartman                   |
| 41                 | Paul Gonsalves                       | Cleopatra Feelin' Jazzy                            |
| 42                 | John Coltrane                        | Impressions                                        |
| 43                 | Sonny Stitt                          | Now!                                               |
| 44                 | Beverly Jenkins                      | Gordon Jenkins Presents My Wife The Blues Singer   |
| 45                 | Art Blakey                           | Jazz Message                                       |
| 46                 | Gary McFarland                       | Point Of Departure                                 |
| 47                 | Gloria Coleman                       | 'Soul Sisters                                      |
| 48                 | McCoy Tyner                          | Live At Newport 7 de maio de 1963                  |
| 49                 | Elvin Jones & Jimmy Garrison         | Illumination                                       |
| 50                 | John Coltrane                        | Live at Birdland                                   |
| 51                 | Shirley Scott                        | For Members Only                                   |
| 52                 | Sonny Stitt & Paul Gonsalves         | Salt And Pepper                                    |
| 53                 | Freda Payne                          | After The Lights Go Down Low                       |
| 54                 | Charles Mingus                       | Mingus Mingus Mingus Mingus Mingus                 |
| 55                 | Paul Gonsalves                       | Tell It the Way It Is!                             |
| 56                 | Yusef Lateef                         | Jazz Round The World                               |
| 57                 | Johnny Hartman                       | I Just Dropped By To Say Hello                     |
| 58                 | Terry Gibbs                          | Take It From Me                                    |
| 59                 | Chico Hamilton                       | Man From Two Worlds, The                           |
| 60                 | Charles Mingus                       | Mingus Plays Piano                                 |
| 61                 | Johnny Hodges                        | Everybody Knows Johnny Hodges                      |
| 62                 | Lorez Alexandria                     | Alexandria The Great                               |
| 63                 | McCoy Tyner                          | Today And Tomorrow                                 |
| 64                 | Clark Terry                          | Happy Horns Of Clark Terry, The                    |
| 65                 | Ben Webster                          | See You At The Fair                                |
| 66                 | John Coltrane                        | Crescent                                           |
| 67                 | Shirley Scott                        | Great Scott!!                                      |
| 68                 | J. J. Johnson                        | Proof Positive                                     |
| 69                 | Yusef Lateef                         | Live At Pep's                                      |
| 70                 | Milt Jackson                         | Jazz 'n Samba                                      |
| 71                 | Archie Shepp                         | Four For Trane                                     |
| 72                 | Billy Taylor & Quincy Jones          | My Fair Lady Loves Jazz                            |
| 73                 | Shirley Scott                        | Everybody Loves A Lover                            |
| 74                 | Johnny Hartman                       | Voice That Is, The                                 |
| 75                 | Oliver Nelson                        | More Blues And The Abstract Truth                  |
| 76                 | Lorez Alexandria                     | More Of The Great Lorez Alexandria                 |
| 77                 | John Coltrane                        | A Love Supreme                                     |
| 78                 | Lionel Hampton                       | You Better Know It!!!                              |
| 79                 | McCoy Tyner                          | Plays Duke Ellington                               |
| 80                 | Russian Jazz Quartet                 | Happiness                                          |
| 81                 | Shirley Scott                        | Queen Of The Organ                                 |
| 82                 | Chico Hamilton                       | Chic Chic Chico                                    |
| 83                 | Lambert, Hendricks & Ross            | Sing A Song Of Basie                               |
| 84                 | Yusef Lateef                         | 1984                                               |
| 85                 | John Coltrane                        | The John Coltrane Quartet Plays                    |
| 86                 | Archie Shepp                         | Fire Music                                         |
| 87                 | Coleman Hawkins                      | Wrapped Tight                                      |
| 88                 | Elvin Jones                          | Dear John C.                                       |
| 89                 | Lawrence Brown                       | Inspired Abandon                                   |
| 90                 | John Coltrane                        | New Wave In Jazz                                   |
| 91                 | Sonny Rollins                        | On Impulse                                         |
| 92                 | Yusef Lateef                         | Psychicemotus                                      |
| 93                 | Shirley Scott                        | Latin Shadows                                      |
| 94                 | John Coltrane & Archie Shepp         | New Thing at Newport                               |
| 95                 | John Coltrane                        | Ascension 1                                        |
| 95                 | John Coltrane                        | Ascension 2                                        |
| 96                 | Pee Wee Russell & Marshall Brown     | Ask Me Now!                                        |
| 97                 | Archie Shepp                         | On This Night                                      |
| 98                 | Dannie Richmond                      | "In" Jazz For The Culture Set                      |
| 99                 | Various Artists                      | Definitive Jazz Scene 1                            |
| 100                | Various Artists                      | Definitive Jazz Scene 2                            |
| 1972               | Various Artists                      | Irrepressible Impulses                             |
| 9101               | Various Artists                      | Definitive Jazz Scene 3                            |
| 9102               | Chico Hamilton                       | El Chico                                           |
| 9103               | John Lee Hooker                      | It Serves You Right to Suffer                      |
| 9104               | Gary McFarland                       | Tijuana Jazz                                       |
| 9105               | Gábor Szabó                          | Gypsy '66                                          |
| 9106               | Coltrane, John                       | Kulu Se Mama                                       |
| 9107               | Louie Bellson                        | Thunderbird                                        |
| 9108               | Earl Hines                           | Once Upon A Time                                   |
| 9109               | Shirley Scott                        | On A Clear Day                                     |
| 9110               | John Coltrane                        | Meditations                                        |
| 9111               | Sonny Rollins                        | Alfie                                              |
| 9112               | Gary McFarland                       | Profiles                                           |
| 9113               | Oliver Nelson                        | Plays Michelle                                     |
| 9114               | Chico Hamilton                       | Further Adventures Of El Chico, The                |
| 9115               | Stanley Turrentine                   | Let It Go                                          |
| 9116               | Benny Carter                         | Additions To Further Definitions                   |
| 9117               | Yusef Lateef                         | A Flat, G Flat And C                               |
| 9118               | Archie Shepp                         | Live In San Francisco 2/19/66                      |
| 9119               | Shirley Scott                        | Roll 'Em: Shirley Scott Plays The Big Bands        |
| 9120               | John Coltrane                        | Expression                                         |
| 9121               | Sonny Rollins                        | East Broadway Run Down                             |
| 9122               | Gary McFarland & Gabor Szabo         | Simpatico                                          |
| 9123               | Gabor Szabo                          | Spellbinder                                        |
| 9124               | John Coltrane                        | Live at the Village Vanguard Again!                |
| 9125               | Yusef Lateef                         | Golden Flute, The                                  |
| 9126               | Roswell Rudd                         | Everywhere                                         |
| 9127               | Clark Terry & Chico O'Farrill        | Spanish Rice                                       |
| 9128               | Gabor Szabo                          | Jazz Raga                                          |
| 9129               | Oliver Nelson                        | Sound Pieces                                       |
| 9130               | Chico Hamilton                       | The Dealer                                         |
| 9131               | Zoot Sims                            | Waiting Game                                       |
| 9132               | Hank Jones & Oliver Nelson           | Happenings                                         |
| 9133               | Shirley Scott & Clark Terry          | Soul Duo                                           |
| 9134               | Archie Shepp                         | Mama Too Tight                                     |
| 9135               | Chico O'Farrill                      | Nine Flags                                         |
| 9136               | Gary McFarland & Steve Kuhn          | October Suite, The                                 |
| 9137               | Pee Wee Russell & Red Allen          | College Concert, The                               |
| 9138               | Pharoah Sanders                      | Tauhid                                             |
| 9139               | Marion Brown                         | Three For Shepp                                    |
| 9140               | John Coltrane                        | Om                                                 |
| 9141               | Shirley Scott                        | Girl Talk                                          |
| 9142               | Original Soundtrack                  | Sweet Love, Bitter                                 |
| 9143               | Phil Woods                           | Greek Cooking                                      |
| 9144               | Oliver Nelson                        | Kennedy Dream, The                                 |
| 9145               | Various Artists                      | Intercollegiate Music Festival 1                   |
| 9146               | Gabor Szabo                          | Sorcerer, The                                      |
| 9147               | Pee Wee Russell & Oliver Nelson      | Spirit of '67, The                                 |
| 9148               | John Coltrane                        | Cosmic Music                                       |
| 9149               | Dizzy Gillespie                      | Swing Low, Sweet Cadillac                          |
| 9150               | Jazzbo Collins                       | Lovely Bunch Of Jazzbo Collins And The Bandidos, A |
| 9151               | Gabor Szabo                          | Wind, Sky And Diamonds                             |
| 9152               | Mel Brown                            | Chicken Fat                                        |
| 9153               | Oliver Nelson                        | Live From Los Angeles                              |
| 9154               | Archie Shepp                         | Magic Of Ju-Ju, The                                |
| 9155               | Albert Ayler                         | In Greenwich Village 12/18/66 2/26/67              |
| 9156               | Alice Coltrane                       | A Monastic Trio                                    |
| 9157               | Clark Terry                          | It's What's Happening - The Varitone Sound of CT   |
| 9158               | Rolf Kuhn & Joachim Kühn             | Impressions Of New York                            |
| 9159               | Gabor Szabo                          | Light My Fire                                      |
| 9160               | Elvin Jones & Richard Davis          | Heavy Sounds                                       |
| 9161               | John Coltrane                        | Selflessness                                       |
| 9162               | Archie Shepp                         | Three For A Quarter, One For A Dime                |
| 9163               | Tom Scott                            | Honeysuckle Breeze, The                            |
| 9164               | Bill Plummer                         | Cosmic Brotherhood                                 |
| 9165               | Albert Ayler                         | Love Cry                                           |
| 9166               | Emil Richards                        | Journey To Bliss                                   |
| 9167               | Gabor Szabo                          | More Sorcery                                       |
| 9168               | Oliver Nelson & Steve Allen          | Soulful Brass                                      |
| 9169               | Mel Brown                            | Wizard, The                                        |
| 9170               | Archie Shepp                         | Way Ahead, The                                     |
| 9171               | Tom Scott                            | Rural Still Life                                   |
| 9172               |                                      |                                                    |
| 9173               | Gabor Szabo                          | Best Of                                            |
| 9174               | Chico Hamilton                       | Best Of                                            |
| 9175               | Albert Ayler                         | New Grass                                          |
| 9176               | Ahmad Jamal                          | At The Top - Poinciana Revisited                   |
| 9177               |                                      |                                                    |
| 9178               | Ornette Coleman                      | Ornette At 12                                      |
| 9179               |                                      |                                                    |
| 9180               | Mel Brown                            | Blues For We                                       |
| 9181               | Pharoah Sanders                      | Karma                                              |
| 9182               | Emil Richards                        | Spirit Of 1976                                     |
| 9183               | Charlie Haden                        | Liberation Music Orchestra                         |
| 9184               | Dave MacKay & Vicky Hamilton         | Dave MacKay And Vicky Hamilton                     |
| 9185               | Alice Coltrane                       | Huntington Ashram Monastery                        |
| 9186               | Mel Brown                            | I'd Rather Suck My Thumb                           |
| 9187               | Ornette Coleman                      | Crisis                                             |
| 9188               | Archie Shepp                         | For Losers                                         |
| 9189               | Milt Jackson                         | That's The Way It Is                               |
| 9190               | Pharoah Sanders                      | Jewels Of Thought                                  |
| 9191               | Albert Ayler                         | Music Is The Healing Force Of The Universe         |
| 9192               | Buddy Montgomery                     | This Rather Than That                              |
| 9193               | Jackson & Ray Brown                  | Memphis Jackson                                    |
| 9194               | Ahmad Jamal                          | Awakening, The                                     |
| 9195               | John Coltrane                        | Transition                                         |
| 9196               | Alice Coltrane                       | Ptah, the El Daoud                                 |
| 9197               | Clifford Coulter                     | East Side San Jose                                 |
| 9198               | Dave MacKay & Vicky Hamilton         | Rainbow                                            |
| 9199               | Pharoah Sanders                      | Deaf Dumb Blind (Summun Bukmun Umyun)              |
| 9200               | John Coltrane                        | His Greatest Years 1                               |
| 9201               |                                      |                                                    |
| 9202               | John Coltrane                        | Live in Seattle                                    |
| 9203               | Alice Coltrane                       | Journey in Satchidananda                           |
| 9204               | Gabor Szabo                          | His Great Hits                                     |
| 9205               | Genesis                              | Trespass                                           |
| 9206               | Pharoah Sanders                      | Thembi                                             |
| 9207               | Howard Roberts                       | Antelope Freeway                                   |
| 9208               | Albert Ayler                         | The Last Album                                     |
| 9209               | Mel Brown                            | Mel Brown's Fifth                                  |
| 9210               | Alice Coltrane                       | Universal Consciousness                            |
| 9211               | John Coltrane                        | Sun Ship                                           |
| 9212               | Archie Shepp                         | Things Have Got To Change                          |
| 9213               | Chico Hamilton                       | His Great Hits                                     |
| 9214               | John Klemmer                         | Constant Throb                                     |
| 9215               | Michael White                        | Spirit Dance                                       |
| 9216               | Clifford Coulter                     | Do It Now, Worry 'Bout It Later                    |
| 9217               | Ahmad Jamal                          | Freeflight                                         |
| 9218               | Alice Coltrane                       | World Galaxy                                       |
| 9219               | Pharoah Sanders                      | Black Unity                                        |
| 9220               | John Klemmer                         | Waterfalls                                         |
| 9221               | Michael White                        | Pneuma                                             |
| 9222               | Archie Shepp                         | Attica Blues                                       |
| 9223               | John Coltrane                        | His Greatest Years 2                               |
| 9224               | Alice Coltrane                       | Lord Of Lords                                      |
| 9225               | Alice Coltrane                       | John Coltrane: Infinity                            |
| 9226               | Ahmad Jamal                          | Outertimeinnerspace                                |
| 9227               | Pharoah Sanders                      | Live At The East                                   |
| 9228               | Various Artists                      | Impulse Energy Essentials                          |
| 9229               | Pharoah Sanders                      | Best Of                                            |
| 9230               | Milt Jackson & Ray Brown             | Just The Way It Had To Be                          |
| 9231               | Archie Shepp                         | Cry Of My People, The                              |
| 9232               | Alice Coltrane                       | Reflection On Creation And Space                   |
| 9233               | Pharoah Sanders                      | Wisdom Through Music                               |
| 9234               | Charles Mingus                       | Reevaluation: The Impulse Years                    |
| 9235               | McCoy Tyner                          | Reevaluation: The Impulse Years                    |
| 9236               | Sonny Rollins                        | Reevaluation: The Impulse Years                    |
| 9237               | Freddie Hubbard                      | Reevaluation: The Impulse Years                    |
| 9238               | Ahmad Jamal                          | Tranquility                                        |
| 9239               | Sun Ra                               | Atlantis                                           |
| 9240               | Keith Jarrett                        | Fort Yawuh                                         |
| 9241               | Michael White                        | Land Of Spirit And Light, The                      |
| 9242               | Sun Ra                               | The Nubians Of Plutonia                            |
| 9243               | Sun Ra                               | The Magic City                                     |
| 9244               | John Klemmer                         | Intensity                                          |
| 9245               | Sun Ra                               | Angels and Demons at Play                          |
| 9246               | John Coltrane                        | Live in Japan                                      |
| 9247               | Gary Saracho                         | En Medio                                           |
| 9248               | Gato Barbieri                        | Chapter 1: Latin America                           |
| 9249               | Mel Brown                            | Big Foot Country Girl                              |
| 9250               | Dewey Redman                         | Ear Of The Behearer, The                           |
| 9251               | Sam Rivers                           | Streams                                            |
| 9252               | Marion Brown                         | Geechee Recollections                              |
| 9253               | Various Artists                      | Saxophone, The                                     |
| 9254               | Pharoah Sanders                      | Village Of The Pharoahs                            |
| 9255               | Sun Ra                               | Astro Black                                        |
| 9256               | Duke Ellington                       | Reevaluation: The Impulse Years                    |
| 9257               | Albert Ayler                         | Reevaluation: The Impulse Years                    |
| 9258               | Coleman Hawkins                      | Reevaluation: The Impulse Years                    |
| 9259               | Yusef Lateef                         | Reevaluation: The Impulse Years                    |
| 9260               | Ahmad Jamal                          | Reevaluation: The Impulse Years                    |
| 9261               | Pharoah Sanders                      | Elevation                                          |
| 9262               | Archie Shepp                         | Kwanza                                             |
| 9263               | Gato Barbieri                        | Chapter Two - Hasta Siempre                        |
| 9264               | Various Artists                      | Impulse Artists on Tour                            |
| 9265               | Sun Ra                               | Jazz In Silhouette                                 |
| 9266               | Various Artists                      | Impulsively                                        |
| 9267               | Various Artists                      | No Energy Crisis                                   |
| 9268               | Michael White                        | Father Music, Mother Dance                         |
| 9269               | John Klemmer                         | Magic & Movement                                   |
| 9270               | Sun Ra                               | Fate In A Pleasant Mood                            |
| 9271               | Sun Ra                               | Supersonic Sounds                                  |
| 9272               | Various Artists                      | Drums, The                                         |
| 9273               | John Coltrane                        | Africa/Brass 2                                     |
| 9274               | Keith Jarrett                        | Treasure Island                                    |
| 9275               | Marion Brown                         | Sweet Earth Flying                                 |
| 9276               | Sun Ra                               | The Bad And The Beautiful                          |
| 9277               | John Coltrane                        | Interstellar Space                                 |
| 9278               | John Coltrane                        | His Greatest Years 3                               |
| 9279               | Gato Barbieri                        | Viva Emiliano Zapata                               |
| 9280               | Pharoah Sanders                      | Love In Us All                                     |
| 9281               | Michael White                        | Go With The Flow                                   |
| 9282               | Milt Jackson                         | Impulse Years, The                                 |
| 9283               | Elvin Jones                          | Impulse Years, The                                 |
| 9284               | Various Artists                      | Bass, The                                          |
| 9285               | Various Artists                      | Ellingtonia 2                                      |
| 9286               | Sam Rivers                           | Crystals                                           |
| 9287               | Sun Ra                               | Night Of The Purple Moon [NEVER ISSUED]            |
| 9288               | Sun Ra                               | Visits Planet Earth [NEVER ISSUED]                 |
| 9289               | Sun Ra                               | My Brother, The Wind                               |
| 9290               | Sun Ra                               | Sound Sun Pleasure [NEVER ISSUED]                  |
| 9291               | Sun Ra                               | Cosmic Tones For Mental Therapy [NEVER ISSUED]     |
| 9292               | Sun Ra                               | We Travel The Spaceways [NEVER ISSUED]             |
| 9293               | Sun Ra                               | Other Planes Of There [NEVER ISSUED]               |
| 9294               | Sun Ra                               | Art Forms Of Dimensions Tomorrow [NEVER ISSUED]    |
| 9295               | Sun Ra                               | Monorails And Satellites [NEVER ISSUED]            |
| 9296               | Sun Ra                               | Cymbals [NEVER ISSUED]                             |
| 9297               | Sun Ra                               | Crystal Spears [NEVER ISSUED]                      |
| 9298               | Sun Ra                               | Pathways To Unknown Worlds                         |
| 9299               | Howard Roberts                       | Equinox Express Elevator                           |
| 9300               | Dewey Redman                         | Coincide                                           |
| 9301               | Keith Jarrett                        | Death And The Flower                               |
| 9302               | Sam Rivers                           | Hues                                               |
| 9303               | Gato Barbieri                        | Chapter 4: Alive In New York                       |
| 9304               | Marion Brown                         | Vista                                              |
| 9305               | Keith Jarrett                        | Back Hand                                          |
| 9306               | John Coltrane                        | Gentle Side Of John Coltrane, The                  |
| 9307               | Lucky Thompson                       | Dancing Sunbeam                                    |
| 9308               | Brass Fever                          | Brass Fever                                        |
| 9309               |                                      |                                                    |
| 9310               | Yusef Lateef                         | Club Date                                          |
| 9311               | Gloria Lynne                         | I Don't Know How To Love Him                       |
| 9312               | Sonny Criss                          | Warm And Sonny                                     |
| 9313               | Jimmy Ponder                         | Illusions                                          |
| 9314               | John Handy                           | Hard Work                                          |
| 9315               | Keith Jarrett                        | Mysteries                                          |
| 9316               | Sam Rivers                           | Sizzle                                             |
| 9317               | Bobby Blue Bland& B.B. King          | Together Again…Live                                |
| 9318               | Wade Marcus                          | Metamorphosis                                      |
| 9319               | Brass Fever                          | Time Is Running Out                                |
| 9320               |                                      |                                                    |
| 9321               | Betty Carter                         | What A Little Moonlight Can Do                     |
| 9322               | Keith Jarrett                        | Shades                                             |
| 9323               |                                      |                                                    |
| 9324               | John Handy                           | Carnival                                           |
| 9325               | John Coltrane                        | Other Village Vanguard Tapes, The 11/61            |
| 9326               | Sonny Criss                          | Joy Of Sax, The                                    |
| 9327               | Jimmy Ponder                         | White Room                                         |
| 9328               | Blue Mitchell                        | African Violet                                     |
| 9329               | Les McCann                           | Music Lets Me Be                                   |
| 9330               | Grady Tate                           | Master Grady Tate                                  |
| 9331               | Keith Jarrett                        | Byablue                                            |
| 9332               | John Coltrane                        | First Meditations                                  |
| 9333               | Les McCann                           | Live At The Roxy                                   |
| 9334               | Keith Jarrett                        | Bop-Be                                             |
| 9335               | Oliver Nelson                        | Three Dimensions                                   |
| 9336               | Albert Ayler                         | Village Concerts, The                              |
| 9337               | Kenny Dorham/Sonny Criss             | Bopmasters, The                                    |
| 9338               | McCoy Tyner                          | Early Trios, The                                   |
| 9339               | Cecil Taylor                         | New Breed, The                                     |
| 9340               | Gil Evans & Gary McFarland           | Great Arrangers, The                               |
| 9341               | Shirley Scott                        | Great Live Sessions, The 9/23/64                   |
| 9342               | Quincy Jones                         | Quintessential Charts, The                         |
| 9343               | Hugh Masekela                        | The African Connection                             |
| 9344               |                                      |                                                    |
| 9345               | John Coltrane                        | Feelin' Good - Mastery 1                           |
| 9346               | John Coltrane                        | To The Beat Of A Different Drum - Mastery 2        |
| 9347               | Blue Mitchell                        | Summer Soft                                        |
| 9348               | Keith Jarrett                        | Best Of                                            |
| 9349               | Sonny Rollins                        | There Will Never Be Another You                    |
| 9350               | Duke Ellington                       | Great Tenor Encounters, The                        |
| 9351               | Count Basie                          | Retrospective Sessions                             |
| 9352               | Sam Rivers                           | Trio Sessions, The                                 |
| 9353               | Yusef Lateef                         | Live Session, The                                  |
| 9354               | Tom Scott/John Klemmer/Gato Barbieri | Foundations                                        |
| 9355               |                                      |                                                    |
| 9356               | Paul Horn                            | Plenty Of Horn                                     |
| 9357               | Archie Shepp                         | Further Fire Music                                 |
| 9358               |                                      |                                                    |
| 9359               | Pee Wee Russell                      | Salute To Newport                                  |
| 9360               | John Coltrane                        | Jupiter Variations - Mastery 3                     |
| 9361               | John Coltrane                        | Trane's Modes - Mastery 4                          |